# Kh-25
El Kh-25 / Kh-25M (ruso: Х-25; designación OTAN: AS-10 'Karen') es una familia de misiles soviéticos ligeros aire-tierra con una gama modular de sistemas de guía y una gama de 10 km. La variante anti-radar (Kh-25MP) es conocida por la OTAN como el "Kegler" AS-12 y tiene un alcance de hasta 40 km. Diseñado por Zvezda-Strela, el Kh-25 se deriva de la versión guiada por láser de su Kh-23 Grom (AS-7 'Kerry'). Ahora ha sido sucedido por la familia Kh-38, pero el Kh-25 sigue en uso generalizado.

## Desarrollo
Basado en un misil aire-aire, el rayo Kh-66 fue el primer misil aire-tierra de la Unión Soviética para aviones tácticos, que entró en servicio en 1968. Sin embargo, resultó difícil de usar en la práctica como el avión de lanzamiento. Tenía que zambullirse hacia el objetivo. Una versión con guía de radio-mando, el Kh-23, se probó por primera vez en 1968, pero los problemas con el sistema de guía hicieron que no entrara en servicio por otros cinco años. Así que en 1971 comenzó el trabajo en una versión con un buscador de láser semiactivo, que se convirtió en el Kh-25. Esto fue inicialmente conocido en Occidente como el Kh-23L. Las pruebas estatales comenzaron el 24 de noviembre de 1974, y el Kh-25 entró en producción en 1975.
El trabajo comenzó con un misil antirradar derivado del Kh-66 en 1972, utilizando un buscador de radar pasivo y un piloto automático SUR-73. El misil antirradar Kh-31 de largo alcance salió del mismo proyecto. El Kh-27 comenzó las pruebas estatales en un MiG-27 el 8 de agosto de 1975, pero no entró en servicio hasta el 2 de septiembre de 1980. Se le asignó el nombre de informe de la OTAN AS-12 'Kegler' y, en efecto, reemplazó al Kh-28, mucho más pesado. (AS-9 'Kyle').
En 1973, Victor Bugaiskii fue nombrado ingeniero jefe de la oficina y comenzó a trabajar en la combinación del Kh-23M, Kh-25 y Kh-27 en un solo sistema modular para reducir los costos y mejorar la flexibilidad táctica. Esto se completó a fines de 1978, lo que resultó en la familia Kh-25MP (antirradar), Kh-25ML (guiado por láser) y Kh-25MR (guiado por radio). La OTAN continuó refiriéndose a estos como AS-12 y AS-10 respectivamente, aunque ahora podrían cambiarse por un simple cambio de cabeza de buscador.

## Diseño
El Kh-25 es muy similar a la versión posterior del Kh-23, con canards cruciformes y aletas.
El Kh-25MP tiene dos versiones de su cabezal homing, 1VP y 2VP, sensibles a diferentes frecuencias.

## Historia operacional
El Kh-25 original entró en servicio con la Fuerza Aérea Soviética entre 1973-5, equipando el Mikoyan-Gurevich MiG-23, MiG-27 y Sukhoi Su-17M. Desde entonces, ha sido aprobado para su uso en las familias MiG-21, MiG-29, Sukhoi Su-17/20/22, Sukhoi Su-24, Su-25 y Su-27. También puede ser transportado por helicópteros de ataque como el Kamov Ka-50.
El Kh-25MP se puede instalar en el MiG-23/27, Su-17/22, Su-24 y Su-25.

### Guerra soviética en Afganistán
A partir de abril de 1986, durante la segunda Batalla de Zhawar, los Su-25 Frogfoots soviéticos utilizaron Kh-25MLs del 378º OshAP (Regimiento Independiente de Aviación Shturmovik) para atacar las entradas de las cuevas Mujahideen usadas como refugios e instalaciones de almacenamiento de armas. Se llevaron a cabo ataques desde hasta 4,5 nm (8 km).

### Invasión iraquí de Kuwait
Durante la invasión iraquí de Kuwait, el 2 de agosto de 1990, un Sukhoi Su-22 de la fuerza aérea iraquí del escuadrón No.109 (con base en as-Shoibiyah AB) disparó una única variante antirradar Kh-25MP contra un MIM-23B kuwaití, el sitio del misil SAM I-HAWK en la isla Bubiyan que anteriormente había derribado otro Su-22 de la misma unidad y un MiG-23BN del 49.o Escuadrón. Esto forzó una parada de radar en el HAWK. La batería HAWK (que fue operada por algunos contratistas estadounidenses) fue posteriormente capturada por las fuerzas especiales iraquíes y se descubrió que estaba en modo automático de operación, después de que los contratistas huyeron.

### Guerras chechenas
La Fuerza Aérea Rusa usó los Su-25s para el empleo del Kh-25 en sus dos campañas chechenas por ataques a posiciones fijas, como morteros y búnkeres. Sin embargo, su uso no fue extenso en relación con los de bombas y cohetes no guiados. El uso de municiones guiadas con precisión permitió el apoyo aéreo en áreas demasiado peligrosas para los helicópteros de ataque. Su uso no fue generalizado en la Primera Guerra como en la Segunda, principalmente debido a las diferencias en las condiciones climáticas y, probablemente, la necesidad de mantener una reserva estratégica de reservas poco después de la caída de la URSS.

### Intervención de Rusia en Siria
Kh-25 montado en un Su-24 ruso en la base aérea de Khmeimim para usar contra objetivos insurgentes sirios
Los aviones Kh-25 guiados por láser fueron empleados por aviones de ataque de ala Su-24 contra rebeldes anti-Assad en Siria.

## Variantes
La OTAN se refiere a toda la familia Kh-25 como AS-10 'Karen', aparte de las variantes antirradar. La designación de una "M" significa "Modulnaya" - modular (cabeza del buscador).
- Kh-25 (Izdeliye 71, Kh-23L) - variante original guiada por láser

- Kh-25ML: guía láser semiactiva con ojiva en tándem que puede penetrar 1 metro (39 in) de concreto

- Kh-25MA: guía de radar activa, ofrecida por primera vez para la exportación en 1999

- Kh-25MAE: actualización de Kh-25MA anunciada para su exportación en agosto de 2005 con el buscador de banda Ka, probablemente el PSM de Phazotron que puede detectar un tanque a 4.000 m (4.370 yd) y que también se puede usar en el Kh-25MA

- Kh-25MS - navegación por satélite (GPS o GLONASS)

- Kh-25MSE - versión de exportación de Kh-25MS, anunciada en agosto de 2005

- Kh-25MT - guía de TV

- Kh-25MTP - variante de guía infrarroja de Kh-25MT

- Kh-25R/Kh-25MR - Variante de guía de radio-comando, tiene una cabeza de guerra más grande de 140 kg (309 lb).

- Kh-27 (Kh-27 / M, AS-12 'Kegler') - misil original antirradiación

- Kh-25MP (AS-12 'Kegler') - variante modular antirradiación

- Kh-25MPU (AS-12 'Kegler') - Actualizado Kh-25MP

Las rondas de entrenamiento tienen designaciones de "U", por lo que, por ejemplo, para el Kh-25ML hay:
- Kh-25MUL - entrenamiento de combate Kh-25ML

- Kh-25ML-UD - misil de entrenamiento funcional

- Kh-25ML-UR - misil de entrenamiento seccional

## Usuarios

### Usuarios actuales
- Argelia: fuerza aérea argelina

- Rusia: el Ministerio de Defensa ordenó una mejora a gran escala de los misiles aéreos antirradar tácticos Kh-25MP. Podrán destruir radares y armaduras, aviones en aeródromos, puentes y cruces de ríos, buques de guerra de superficie, etc. El misil también podrá destruir puestos de mando y fortines fortificados.
- Corea del Norte

- Vietnam

- India: estado desconocido
- Irán
- Ucrania
- Perú

### Usuarios anteriores
- Unión Soviética pasó el sucesor y los países exportados
- Hungría posiblemente algunos todavía activos
- Polonia
- Checoslovaquia
- Rumanía
- Yugoslavia probable algunos en el arsenal serbio / yugoslavo
- Irak

### Armas similares
- Kh-23 (AS-7 'Kerry'): el antecesor del Kh-25 tenía tecnología "respaldada" por el Kh-25
- Kh-29 (AS-14 'Kedge') - 320 kg de ojivas; Láser semiactivo, IIR, radar pasivo y guía de TV con un rango de 10–30 km
- Kh-59 (AS-13 'Kingbolt') - mayor alcance Kh-25, con cabezas más pesadas y guía de TV
- Kh-38 - sucesor del Kh-25
- AGM-65 Maverick: misil ligero similar en servicio en los EE. UU. Que ha visto numerosas variantes de guía y ojivas.
- AGM-45 Shrike: equivalente en EE. UU. Al misil anti-radar Kh-25MP

- Datos: Q296988
- Multimedia: Zvezda Kh-25 / Q296988